# 紀夔
紀夔，湖北省武昌府武昌縣人，清朝政治人物、進士出身。
光緒六年（1880年），参加庚辰科殿試，登進士二甲第57名。同年五月，著分部學習。